# RVNS Lam Giang (HQ-402)
RVNS Lam Giang HQ-402 là một hải vận hạm thuộc Hải quân Việt Nam Cộng hòa. Nguyên gốc là chiếc USS LSM-60, thuộc lớp tàu đổ bộ hạng trung LSM-1 của Hải quân Hoa Kỳ.

## Hoạt động cuối cùng trongChiến tranh Việt Nam
Sau những chuyến công tác Đà Nẵng vào dịp Giáng Sinh năm 1974, và chuyến công tác Năm Căn vào chiều ngày 28 Tết Âm Lịch đầu năm 1975, chiến hạm HQ-402 còn thêm một chuyến công tác ra Đà Nẵng vào khoảng gần cuối tháng 3 năm 1975. Trong chuyến công tác ra Đà Nẵng lần cuối cùng này, chiến hạm đã di tản Thủy quân lục chiến Việt Nam Cộng hòa ở bãi biển Sơn Trà nằm ở phía Nam Đà Nẵng về Cam Ranh. Trong lần đầu ủi bãi, nước cạn nên tàu đã không vào sát bờ được, và mọi người đã phải lội ra tàu, trong số đó có cả tướng Ngô Quang Trưởng. Sau đó tàu đã ra khơi để chuyển người qua chiếc Hải Vận Hạm RVNS Hương Giang HQ-404 nằm ngoài khơi vì cửa đổ bộ của HQ-404 đã không thể mở được. Sau đó HQ-402 lại trở vào ủi bãi lần thứ hai để đón tiếp Thủy quân lục chiến Việt Nam Cộng hòa. Mặt trận Dân tộc Giải phóng miền Nam Việt Nam từ trên núi pháo kích xuống bờ biển ồ ạt, đạn rơi lõm bõm chung quanh chiến hạm, nên chỉ vớt được một số quân Thủy quân lục chiến Việt Nam Cộng hòa bơi ra gần được chiến hạm thì đành phải rút lùi ra, và không dám ở lại để đón tiếp. Chiến hạm vận chuyển về đến Cam Ranh để đổ quân Thủy quân lục chiến Việt Nam Cộng hòa xuống.
Sáng ngày hôm sau lại có lệnh cho chiến hạm ra đón gia đình Hải Quân thuộc Trung tâm Huấn luyện Hải quân Nha Trang về Sài Gòn. Từ Sài Gòn HQ-402 đã được lệnh công tác tiếp tế các đơn vị ngoài hải đảo vùng Trường Sa, nhưng khi tàu mới ra tới Vũng Tàu thì máy móc lại bị hư nên đã được quay trở về Sài Gòn để vào đại kỳ ở Hải Quân Công Xưởng.
Ngày 30 tháng 4 năm 1975, khoảng 6 giờ 30, tất cả sĩ quan và nhân viên chiến hạm đang sửa chữa tại Hải Quân Công Xưởng tập họp và một số tuyên bố rã ngũ, còn hạm trưởng đã ra di tản từ đêm hôm qua. 11 giờ 30, Tổng thống Việt Nam Cộng hòa Dương Văn Minh tuyên bố đầu hàng. Dân thường di tản đã lên tàu đông nghẹt. Tàu xuất bến di tản khỏi Việt Nam và xuôi về Nhà Bè rồi chuyển hướng chạy về phía sông Soài Rạp. Khoảng 12 giờ đêm 30 tháng 4 thì tàu ra khỏi cửa Soài Rạp và hướng ra đảo Côn Sơn. Khi ra đến gần Côn Sơn thì có chiếc PCE Hộ Tống Hạm RVNS Đống Đa (HQ-07) được lệnh quay trở lại để kéo tiếp sức tàu HQ-402.
Ngày 2 tháng 5 năm 1975 thì tàu được sửa xong một máy phát điện trên tàu. Nhưng vì tình trạng tàu quá hư hỏng và được sự khuyến cáo của ban cơ khí Hoa Kỳ khi qua giám sát tình trạng máy móc, nên Hải quân Việt Nam Cộng hòa đã quyết định bỏ chiếc HQ-402 lại. Tất cả thường dân và binh lính đã được chuyển qua những chiến hạm khác của Hải quân Việt Nam Cộng hòa (Tuần Dương Hạm RNVS Trần Quang Khải (HQ-2),...).
Chiếc Hải Vận Hạm Lam Giang HQ-402 đã được tháo valve hầm máy để cho nước biển vào và 3 giờ chiều cùng ngày, hai chiến hạm thuộc Đệ thất Hạm đội Hoa Kỳ bắn Hải Vận Hạm Lam Giang HQ-402 chìm và bỏ xác lại trong hải phận Việt Nam, gần đảo Côn Sơn.